# Pristimantis mars
Espèce
Synonymes
- Eleutherodactylus mars Lynch & Ruíz-Carranza, 1996

Statut de conservation UICN

 CR  : 
En danger critique
Pristimantis mars est une espèce d'amphibiens de la famille des Craugastoridae.

## Répartition
Cette espèce est endémique du département de Risaralda en Colombie. Elle se rencontre dans la municipalité de Mistrató entre 1 760 et 1 790 m d'altitude dans la Quebrada La Empalada dans la cordillère Occidentale.

## Publication originale
- Lynch & Ruíz-Carranza, 1996 : New sister-species of Eleutherodactylus from the Cordillera Occidental of southwestern Colombia (Amphibia: Salientia: Leptodactylidae). Revista de la Academia Colombiana de Ciencias Exactas Fisicas y Naturales, vol. 20, no 77, p. 347-363.